# Autópálya M15
L'autópálya M15 (in italiano "autostrada M15") è un'autostrada ungherese che connette l'M1 con Bratislava, capitale della Slovacchia.
La M15, pur avendo caratteristiche di autostrada, ha solo una corsia per senso di marcia e un limite di velocità di 90 km/h.
È lunga 15 km, ha origine dalla M1 e termina alla frontiera con la Slovacchia.

## Percorso
| LEVÉL (M1) - RAJKA |                                                   |    |                |
| Tipo               | Indicazione                                       | km | Strada europea |
|                    | Autostrada M1 Győr, Budapest                      | 0  |                |
|                    | Inizio tratto autostradale                        |    |                |
|                    | Hegyeshalom / Levél                               | 2  |                |
|                    | Lajta                                             |    |                |
|                    | Bezenye                                           | 6  |                |
|                    | Rajka                                             | 12 |                |
|                    | Area di parcheggio                                | 14 |                |
|                    | Confine di Stato Rajka – Čunovo                   |    |                |
|                    | Autostrada D2 in direzione Bratislava, Slovacchia |    |                |